# Международная марксистская группа (Германия)
Международная марксистская группа, ММГ (нем. Gruppe Internationale Marxisten, GIM) — троцкистская организация в Германии в 1969—1986 годах, секция Четвёртого интернационала.

## Краткая история
ММГ возникла в 1969 году как официальный преемник Немецкой секции Четвёртого Интернационала. Немецкая секция уже с начала 1950-х годов не существовала на постоянной официальной основе, а проводила политику энтризма в СДПГ. В качестве успеха этой организации можно назвать политическую и материальную поддержку алжирской освободительной борьбы против французского правительства. Итогом студенческого движения и радикализации молодёжи стало смоздание в 1970 году молодёжной организации ММГ — Революционной коммунистической молодёжи (РКМ). РКМ стала быстро расти и стала численно даже крупнее самой секции Интернационала. В 1972 году в РКМ состояло около 400 членов. В 1972—1973 годах вследствие многочисленного двойного членства обе организации решили выступать под именем ММГ.
Существование ММГ завершилось в 1986 году. Тогда группа объединилась в с КПГ/МЛ в Объединённую социалистическую партию. Позже ОСП была переименована в Ассоциация за единую перспективу. Меньшинство ММГ не приняло участие в объединении и присоединилось к «зелёным», где вскоре их сторонники сумели играть важную роль — в региональном масштабе.

## Участие в выборах
Группа не была представлена ни в одном из бундестагов. На выборах в бундестаг 1976 года ММГ набрала 4 767 двойных голосов (0,0 %) (в Гамбурге, Северной Вестфалии и Баден-Вюртемберге) и 2 035 одинарных голосов (в 12 избирательных округах). На выборах в окружное собрание Берлин-Кройцберг в 1985 году выдвигались два члена ММГ по альтернативному списку, набравшему 25,5 % голосов, и по которому был избран один депутат.

## Программные положения
Группа выступала за демократию рабочих советов и самоуправление, основывающиеся на социалистической альтернативе. ММГ солидаризировалась с международным национально-освободительным движением и вела борьбу против национализма. Группа базировалась на теоретическом наследии Льва Троцкого и Левой оппозиции. В Западной Германии часто воспринималась как часть движения «новых левых».

## Издания
ММГ издавала газету «Was tun» («Что делать»). Кроме того, совместно с австрийскими троцкистами из Революционной марксистской группы (РМГ) выпускали ещё с 1950-х годов журнал «Die Internationale». «Was tun» выхолила в различное время в ежемесячном (с 1969 по 1974 год), раз в 14 дней (с мая 1974 по март 1976 года, с мая 1979 по 1986 год) или еженедельном (с марта 1976 по май 1979 года) формате. Тираж колебался между 2 200 (1982) и 9 000 (1974) экземпляров. В последние 10 лет существования редакцией «Was tun» руководил Винфрид Вольф.

## Активисты

### Известные члены группы
Известными членами старой Немецкой секции были, в частности, — пришедший из КПГ Вилли Бёпле в Мангейме, который на объединительном партийном съезде 1946 года был избран в Правление СЕПГ, и который из титоистской Независимой рабочей партии Германии (НРПГ) в 1951 году присоединился к троцкистам. Георг Юнгклас (1902—1975) из Гамбурга, который до 1933 года состоял в КПГ и Левой оппозиции КПГ. Якоб Монета, редактор газеты «Metall», — органа профсоюза металлургов «ИГ Металл», — который за время существования ММГ никогда официально не признавался в своём членстве.
Кроме того, одним из известнейших представителей группы был Винфрид Вольф, позднее депутата Бундестага от ПДС. Вольф, который официально признавал своё участие в ММГ, относился к критически левому крылу фракции ПДС в Бундестаге. Известен, как сильный политический оратор.
Бывшими членами ММГ являются также политик Союза-90/«Зелёных» и временный федеральный министр первого правительства Шрёдера Андреа Фишер и Харальд Вольф, сенатор от ПДС по делам экономики в руководимом Клаусом Воверайтом «красно-красном» сенате Берлина.

### Общая численность
| Год                      | Численность |
| ------------------------ | ----------- |
| 1969 (на время создания) | 30          |
| 1971                     | 450         |
| 1972—1976                | 600         |
| 1977—1979                | 500         |
| 1980                     | 300         |
| 1981                     | 250         |
| 1982                     | 200         |
| 1983—1986                | 250         |